# Richard Lippold
Richard Lippold (Milwaukee, 3 maggio 1915 – Roslyn, 22 agosto 2002) è stato uno scultore statunitense.

## Opere
Creò sculture costruttiviste costituite da sottili trame di fili metallici. Tra le sue opere, World Tree (Cambridge, Harvard Graduate Center, 1950), Orfeo e Apollo (New York, Philharmonic Hall, 1962) e un baldacchino per la cattedrale di San Francisco.